# سیارک ۷۹۴۰
سیارک ۷۹۴۰ (به انگلیسی: 7940 Erichmeyer، نامگذاری:1991EO1) هفت هزار و نهصد و چهلمین سیارک کشف شده‌است که در ۱۳ مارس ۱۹۹۱ کشف شد.
قدر مطلق سیارک برابر ۱۴٫۰۰ است.